# Сан Ђеминијано (Парма)
Сан Ђеминијано је насеље у Италији у округу Парма, региону Емилија-Ромања.
Према процени из 2011. у насељу је живело 50 становника. Насеље се налази на надморској висини од 77 м.